# Kiskorpád vasútállomás
Kiskorpád vasútállomás egy Somogy vármegyei vasútállomás, Kiskorpád településen, a helyi önkormányzat üzemeltetésében.
A község központi részén, annak északi felében helyezkedik el, közúti elérését a 61-es főút és a 6702-es út szétágazásától dél felé kiinduló 66 324-es számú mellékút teszi lehetővé.

## Vasútvonalak
Az állomást az alábbi vasútvonalak érintik:
- Dombóvár–Gyékényes-vasútvonal

## Kapcsolódó állomások
A vasútállomáshoz az alábbi állomások vannak a legközelebb:
- Kaposfő megállóhely (Dombóvár–Gyékényes-vasútvonal)
- Jákó-Nagybajom vasútállomás (Dombóvár–Gyékényes-vasútvonal)

## Forgalom
| Járat            | Útvonal | Gyakoriság     |
| ---------------- | --- | -------------- |
| személyvonat     | Dombóvár – Dombóvár alsó – Nagyberki – Kaposszentjakab – Kaposvár – Kaposújlak – Kaposmérő – Kaposfő – Kiskorpád – Jákó-Nagybajom – Kutas – Beleg – Ötvöskónyi – Somogyszob – Bolhás – Szenta – Zrínyitelep – Csurgó – Gyékényes (– napi 3 pár tovább: Zákány – Őrtilos – Murakeresztúr – Nagykanizsa) | Kb. 2 óránként |
| Somogy InterCity | Budapest-Keleti – Budapest-Kelenföld – Simontornya – Pincehely – Szakály-Hőgyész – Dombóvár – Kaposvár – Kiskorpád – Jákó-Nagybajom – Kutas – Beleg – Ötvöskónyi – Somogyszob – Bolhás – Csurgó – Gyékényes                                                                                            | Napi 1 pár     |

## Érdekességek
- Az állomáson forgatták a Szevasz, Vera! című játékfilm vasúti jeleneteinek java részét, egy jelenetben rövid ideig a felvételi épület neonbetűs felirata is látható.